# Ewa Obłąk
Ewa Anna Obłąk – mikrobiolożka, profesor nauk ścisłych i przyrodniczych, zawodowo związana z Uniwersytetem Wrocławskim.

## Życiorys
Ewa Obłąk doktorat obroniła 22 września 1994, pisząc pracę pt. Defekt oddechowy a wrażliwość S.cerevisiae na czwartorzędową sól amoniową pod kierunkiem Tadeusza Lachowicza. Stopień nadany został na ówczesnym Wydziale Nauk Przyrodniczych Uniwersytetu Wrocławskiego. Na tej samej uczelni, na wydzielonym z poprzedniego Wydziale Nauk Biologicznych, na podstawie pracy pt. Aktywność biologiczna wybranych czwartorzędowych soli amoniowych i ich prekursorów wobec komórek drożdży Saccharomyces cerevisiae, 1 grudnia 2011 nadano jej stopień doktora habilitowanego w dziedzinie nauk biologicznych, ze specjalnością z mikrobiologii.
Kolejnym krokiem w karierze naukowej było uzyskanie tytułu profesora w dziedzinie nauk ścisłych i przyrodniczych. Nominację profesorską z rąk prezydenta RP otrzymała 10 marca 2020.
Obecnie jest kierowniczką Zakładu Fizykochemii Drobnoustrojów na Wydziale Nauk Biologicznych Uniwersytetu Wrocławskiego. Kieruje wykonywanym w latach 2019–2023 projektem Biologiczna aktywność kationowych surfaktantów wobec mikroorganizmów w zależności od ich struktury chemicznej oraz ich interakcje z DNA. Jest również członkinią Rady Dyscypliny Nauk Biologicznych na macierzystej uczelni.

## Nagrody
- 2017 – medal Komisji Edukacji Narodowej[7]
- 2016 – złoty medal za długoletnią służbę[8]